# War and Peace show

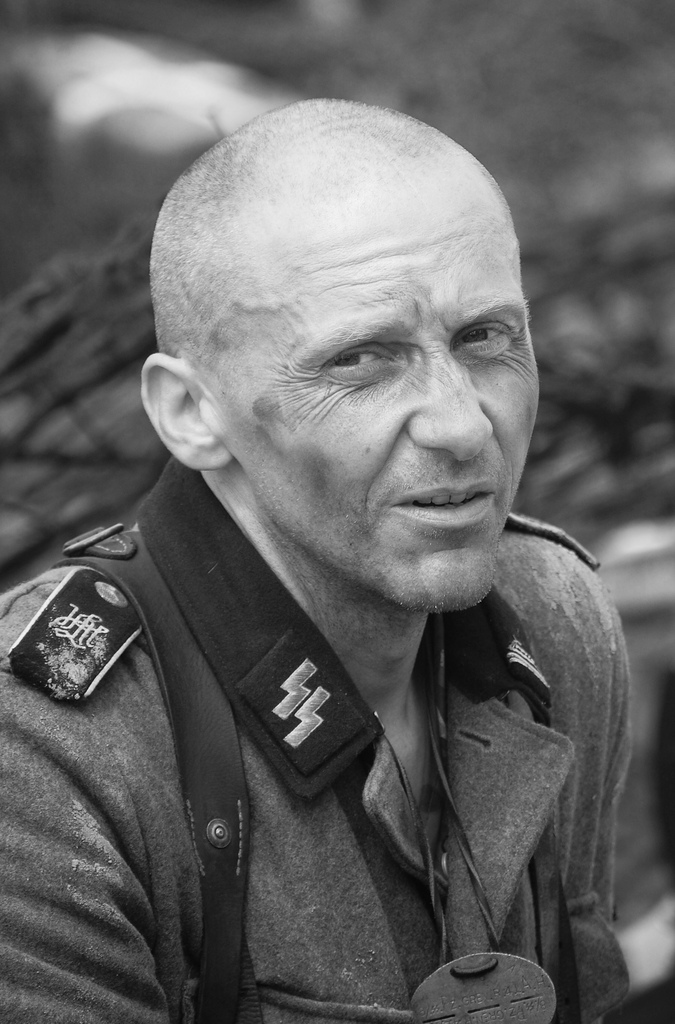
Utklädd som SS-soldat

The War and Peace Show är världens största marknad för samlare av militära fordon. Den äger rum årligen på  The Hop Farm Country Park i Beltring, Kent, England. Den gästas av över 3 500 militära fordon som stridsvagnar, pansarfordon, jeepar och andra fordon. 
2013 års show går av stapeln 17 - 21 juli 2013.